# 67e bataillon de chasseurs alpins
Le 67e bataillon de chasseurs alpins (67e BCA) est une unité militaire dissoute de l'infanterie alpine française (chasseurs alpins) qui participa notamment aux deux conflits mondiaux.

## Création et différentes dénominations
- 1914: formation en août à Villefranche-sur-Mer, du 67e bataillon de chasseurs alpins, à partir du 27e BCA[1]
- 1919 : dissolution en mars du bataillon[2]
- 1939 : nouvelle création du 67e bataillon de chasseurs alpins, comme bataillon de réserve de série A[réf. nécessaire]
- 1940 : dissolution
- 1976 : nouvelle création d'un bataillon de réservistes, le 67e BCA, dérivé du 27e BCA
- 1994 : dissolution du 67e BCA

## Historique des garnisons, campagnes et batailles

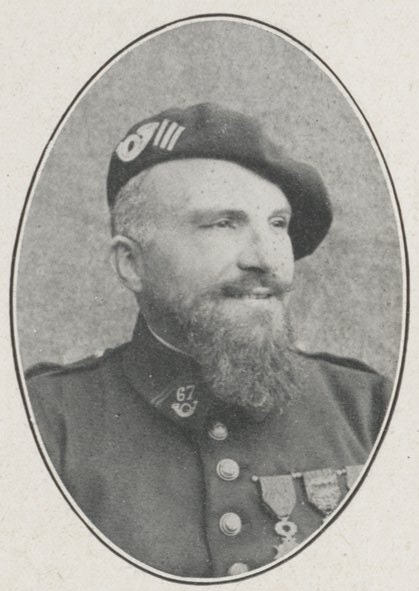
Un capitaine du pendant la Grande Guerre.

### Première Guerre mondiale

#### Rattachements successifs
Le bataillon est rattaché successivement à la 65e division d'infanterie d'août à septembre 1914, à la 47e division d'infanterie de février à août 1915 puis à la 66e division d'infanterie d'août 1915 à la fin de la guerre.

#### 1914
Il s'agit en 1914 de Péronne-en-Mélantois, Bouillancy, Haut Vingré et Vregny

#### 1915
en 1915 de Chivres, Vregny, et en Alsace de Sattel, Metzeral, bataille du Reichsackerkopf, bataille du Linge, Sondernach et Hartmann

#### 1916
en 1916 en Alsace d'Hartmann et Gustiberg, dans la Somme de Moulin de Fargny et Sailly-Saillisel, et dans les Vosges de Violu ;

#### 1917
en 1917, de nouveau les Vosges puis au Chemin des Dames : Craonne, Chevreux, Épine de Chevregny, La Gargousse, La Malmaison et en Alsace au Grand Ballon ;

#### 1918
1918 : Alsace (Hartmann), le Bois Senecat, le Bois du Gros Hêtre, la Ligne Hindenburg (Vauxaillon), le Canal de la Sambre.

### Seconde Guerre mondiale
Le 67e BCA est mis sur pied, en regroupant des réservistes et des officiers du 27e BCA. La mobilisation a lieu à partir du 2 septembre 1939 au lycée Berthollet d'Annecy. Le bataillon, sous le commandement du commandant Eard, ancien combattant de la Grande Guerre, quitte Annecy le 8 septembre. Il rejoint la Maurienne, au sein du secteur fortifié de la Savoie.
Avec le 13e et le 53e BCA, le bataillon forme la 5e demi-brigade de chasseurs alpins (5e DBCA), placée sous les ordres du colonel Béthouart. La demi-brigade fait elle-même partie de la 28e division d'infanterie alpine du général Lestien. La division rejoint l'Alsace pour l'hiver et le 67e rejoint le front à Rohtbach le 28 octobre 1939.
La 5e DBCA est désignée pour faire partie du corps expéditionnaire français en Scandinavie. Le 67e BCA débarque à Namsos dans la nuit du 19 au 20 mars 1940. Il reste en réserve des troupes franco-britanniques, avec le King's Own Yorkshire Light Infantry (en). Les Alliés, n'ayant pas la supériorité aérienne, sont incapables de progresser et le commandement ordonne un rembarquement. Le 67e BCA retourne à Namsos le 1er mai et rembarque le lendemain.
Revenu en France, le 67e BCA, avec l’ensemble de la 5e DBCA, intègre la 40e DI, la division bleue. Il défend Bezencourt (80) les 6 et 7 juin 1940.
Le bataillon résiste héroïquement pendant deux jours face aux blindés et à l’artillerie allemande avec l’ordre de tenir sur place.
Il bat ensuite en retraite jusque Veules-les-Roses (76) dans l’espoir d’un embarquement pour éviter l’encerclement par les unités allemandes qui ont déjà atteint Rouen.
Le 67e BCA est anéanti entre Biville-la-Baignarde (76) et Cressy (76).

### De 1945 à nos jours
Il est recréé comme Bataillon de réserve, mis sur pied par le 27e BCA à Annecy et rattaché à la 127e Brigade de Zone. Il est dissous en 1994. Des anciens des 67e et 107e se sont finalement retrouvés dans la 5e Compagnie du 27e BCA, formant son UIR (Unité d'Intervention de Réserve).

## Traditions

### Insigne
Son insigne est un cor de chasse traversé par la tête d'un charognard.

### Devise
Sa devise est : Ne pas subir[réf. souhaitée].

### Refrain
Oui, nous avons des couilles et nous l'avons montré.

### Drapeau
Comme tous les autres bataillons et groupes de chasseurs, le 67e BCA ne dispose pas d'un drapeau propre. (Voir le drapeau des chasseurs).

### Décorations
La Fourragère est aux couleurs de la croix de guerre 1914-1918, avec trois citations à l'ordre de l'armée.

## Chefs de corps
- août - septembre 1914 : capitaine Mollard, tué au combat[1]
- septembre - octobre 1914 : lieutenant Agliani[1]
- octobre 1914 - mars 1915 : capitaine Weill[4]
- ? - septembre 1915 - ? : commandant Manicacci[4]
- ? - septembre 1916 : commandant Monnet, tué au combat[13]
- septembre - novembre 1916 (?) : capitaine Vincens[13]
- novembre 1916 - août 1918 : commandant Vial[1]
- août 1918[réf. souhaitée] - novembre 1919 : capitaine Ricard[14]
- 1939 : commandant Eard
- 1994 : Bernard Morand[12]

## Personnalités ayant servi au sein du bataillon
- André Demessine, lieutenant au 67e BCA en 1940 puis collaborateur, capitaine dans la Légion des volontaires français contre le bolchevisme[15][réf. à confirmer], fusillé le 15 mars 1945
- Pierre Blanchet-Nicoud, membre du corps expéditionnaire de Norvège. Prisonnier le 11/06/1940 à Rouen puis libéré le 17/04/1945. Démobilisé le 07/05/1945.

## Sources et bibliographie
- Bataillon de chasseurs durant la grande guerre.
- Citations collectives des bataillons de chasseurs de 1914-1918.
- Historique du 67e bataillon de chasseurs alpins : Campagne 1914-1918, Paris, Chapelot, 20 p., lire en ligne sur Gallica.